# Staðarfjallstindur
Staðarfjallstindur är ett berg i republiken Island. Det ligger i regionen Austurland, 280 km öster om huvudstaden Reykjavík. Toppen på Staðarfjallstindur är 928 meter över havet, eller 375 meter över den omgivande terrängen. Bredden vid basen är 4,6 km.
Trakten runt Staðarfjallstundur är nära nog obefolkad, med mindre än två invånare per kvadratkilometer. Trakten runt Staðarfjallstindur består i huvudsak av gräsmarker.